# Eremia Grigorescu
Pour les articles homonymes, voir Grigorescu.
Eremia Grigorescu (nommé parfois Jérémie Grigorescu en français) est un homme politique et général roumain, né en 1863 et décédé en 1919, qui combattit durant la Première Guerre mondiale.

## Biographie

### Formation
Né dans le village de Golășei non loin de Târgu Bujor dans la famille de Grégoire et Marie Gregorescu, il fit ses études secondaires à Galați dans le collège Alexandre Cilla entre 1874 et 1878 et ensuite à Iași entre 1878 et 1881. Il entama de études de médecine à la Faculté de médecine de Iași entre 1881 et 1882 avant de passer à des études militaires à Bucarest pour devenir officier d'artillerie en 1884. Il se spécialisa en artillerie et génie de combat entre 1884 et 1886 avant d'aller à la Sorbonne y suivre un cursus de mathématique. Il fit un passage au ministère de la guerre de 1887 à 1889.

### Carrière militaire
De retour en Roumanie, il fut collaborateur puis directeur de la revue militaire Bdodsta tout en participant à l'effort de modernisation de l'armée roumaine et passa au ministère de la guerre roumain dans la section de l'artillerie pendant l'année 1905. En 1907, il prit la direction de l'école d'application du génie de combat. Ensuite, en tant que général, il commanda la 14e puis la 15e division d'infanterie.

### Première Guerre mondiale
C'est à la tête de la 15e division d'infanterie qu'il participa au conflit de la Première Guerre mondiale sur le front des Carpates ; entre août et septembre 1916 il géra le front entre les 2e et 12e divisions. Le 17 octobre 1916, il bloqua l'avancée des armées allemandes au sud de la Moldavie, cette bataille laissait penser à un petit Verdun et fut baptisé « division de fer ». La fin 1916 le vit passer chef de l'« Armée d'Oituz » qui comprenait 12 divisions d'infanterie et une de cavalerie roumaine et une division d'infanterie russe. Dans ce cadre il se trouva alors opposé à von Gerock.
Il passa à la tête du 6e corps d'armée en juillet 1917 contre August von Mackensen qui entrait Roumanie par le sud en direction de Bucarest, il réussit à le ralentir au cours de la Bataille de Marasesti.

#### Doctrine militaire
La protection dynamique de Grigorescu : l'attaque de flanc, la défense en profondeur sur plusieurs lignes avec une force de réserve. Il prônait une attaque préparée par un barrage d'artillerie lourde sur la première ligne et une exploitation par les forces en réserve.

### Grande Roumanie
Avec le retour en guerre en novembre 1918 et la fusion avec la Valachie, il fut ministre de la guerre du 24 octobre 1918 au 28 novembre 1918 dans le ministère de Constantin Coandă, devint ensuite brièvement ministre du commerce et de l'industrie. Il fut ensuite nommé inspecteur général de l'armée. Il décéda à Bucarest le 21 juillet 1919 et son corps repose au mausolée des héros de Marasesti (en).
Ministres de la guerre : prédécesseur Constantin Hârjeu (ro), successeur Artur Văitoianu.

### Vie privée
D'un premier mariage, il eut comme enfants Romulus et Lucrecia ; d'un second mariage avec Elena Negropontes est né Dan Er. Grigorescu qui fut un artiste et un photographe reconnu.

## Hommages
Son nom a été donné à :
- l'école de formation à l'artillerie anti-aérienne à Bucarest ;
- un quartier de Cluj-Napoca ;

Il repose au Mausolée de Marasesti (en); un monument à sa mémoire a été érigé au cimetière de Oituz et une statue créée par Oscar Späthe (ro) existe à Timișoara.